# 内藤正典
内藤 正典（ないとう まさのり、1956年9月29日- ） は、日本の社会学者・地理学者。専門は多文化共生論、国際移動論、現代イスラーム地域研究。同志社大学大学院グローバルスタディーズ研究科教授、一橋大学名誉教授。学位は博士（社会学）（一橋大学）。日本中東学会会員。
専門はトルコの国際関係、特に西ヨーロッパにおけるムスリム移民の研究、9・11以降はイスラムと西欧世界との関係、現代トルコの政治と社会。80年代まではシリアを中心としたアラブ地域での研究を行ってきたが、政治的な事情でヨーロッパ在住ムスリム移民研究を始める。9・11以降は西欧とイスラームの衝突を抑止するための研究を、近年はイスラーム法学者の中田考とともに日本を含めた非イスラーム社会のゼノフォビア、イスラーモフォビアに関する著作も発表している。

## 経歴
東京都生まれ。

### 学歴
- 1975年 東京教育大附属駒場高校卒業、東京大学理科二類入学
- 1979年 東京大学教養学部（科学史・科学哲学分科）卒業。東京大学大学院理学系研究科地理学専門課程進学
- 1981年 同課程修了。修士（理学）。同博士課程進学、のちダマスカス大学文学部へ留学[2]。
- 1982年 東京大学大学院理学系研究科地理学専門課程（博士課程）中退
- 1997年 一橋大学より博士（社会学）の学位を取得。学位請求論文は『アッラーのヨーロッパ：移民とイスラム復興』[3]。

### 研究歴
- 1982年 東京大学教養学部人文地理学講座助手（文部教官採用）
- 1986年 一橋大学社会学部社会地理学講座専任講師（文部教官、配置換）
- 1989年 同助教授。
1990-92年、トルコ共和国アンカラ大学政治学部客員研究員。
- 1997年 一橋大学大学院社会学研究科地球社会研究専攻教授。
- 2010年 同志社大学大学院グローバル・スタディーズ研究科教授。
- 2020年 一橋大学名誉教授[4]。

## 著書

### 単著
- 『トルコのものさし日本のものさし』（筑摩書房［ちくまプリマーブックス］、1994年2月）ISBN　978-4-480-04177-7
- 『アッラーのヨーロッパ：移民とイスラム復興』（東京大学出版会、1996年5月）ISBN　978-4-13-025028-3
- 『絨緞屋が飛んできた：トルコの社会誌』（筑摩書房［ちくまプリマーブックス］、1998年1月）ISBN　978-4-480-04216-3
- 『「パパ」の国日本、「父親」の国トルコ』（マガジンハウス、1999年4月）ISBN　978-4-8387-1050-8
- 『なぜ、イスラームと衝突するのか：この戦争をしてはならなかった』（明石書店、2002年1月）ISBN　978-4-7503-1527-0
- 『ヨーロッパとイスラーム：共生は可能か』（岩波新書、2004年8月）ISBN　978-4-00-430905-5
- 『イスラーム戦争の時代：暴力の連鎖をどう解くか』（日本放送出版協会［NHKブックス］、2006年）ISBN　978-4-14-091057-3
- 『イスラムの怒り』（集英社新書、2009年5月）ISBN　978-4-08-720493-3
- 『45分でわかる！イスラムの真実と世界平和。：イスラムへの誤解が、世界を不安にさせている。』（マガジンハウス、2009年12月）ISBN　978-4-8387-2047-7
- 『イスラム：癒しの知恵』（集英社新書、2011年）ISBN　978-4-08-720576-3
- 『イスラームから世界を見る』（ちくまプリマー新書、2012年)ISBN　978-4-480-68885-9
- 『イスラム戦争：中東崩壊と欧米の敗北』（集英社新書、2015年1月）ISBN　978-4-08-720770-5
- 『トルコ：中東情勢のカギをにぎる国』（集英社、2016年2月）ISBN　978-4-08-781601-3
- 『欧州・トルコ思索紀行』（人文書院、2016年4月）ISBN　978-4-409-23056-5
- 『となりのイスラム：世界の3人に1人がイスラム教徒になる時代』（ミシマ社、2016年7月）ISBN　978-4-903908-78-6
- 『限界の現代史：イスラームが破壊する欺瞞の世界秩序』（集英社新書、2018年10月）ISBN　978-4-08-721054-5
- 『外国人労働者・移民・難民ってだれのこと？』（集英社、2019年3月）ISBN　978-4-08-781672-3
- 『イスラームからヨーロッパをみる：社会の深層で何が起きているのか』（岩波新書、2020年7月）ISBN　978-4-00-431839-2
- 『プロパガンダ戦争：分断される世界とメディア』（集英社新書、2020年。）ISBN　978-4-08-721137-5
- 『なぜ、イスラームと衝突し続けるのか：文明間の講和に向けて』（明石書店、2021年。）ISBN　978-4-7503-5298-5
- 『教えて！タリバンのこと：世界の見かたが変わる緊急講座』（ミシマ社<Mslive!Books>、2022年。）ISBN　978-4-909394-64-4
- 『トルコから世界を見る：ちがう国の人と生きるには？』（筑摩書房<ちくまQブックス>、2022年。）ISBN　978-4-480-25139-8
- 『分断を乗り越えるためのイスラム入門』（幻冬舎<幻冬舎新書>、2023年。）ISBN　978-4-344-98700-5
- 『トルコ：建国一〇〇年の自画像』（岩波新書、2023年。）ISBN　978-4-00-431986-3

### 共著
- （一橋大学社会学部内藤ゼミ）『空飛ぶ大学：「文明の衝突」のヨーロッパを行く』（出窓社、1999年6月）ISBN　978-4-931178-23-6
- （中田考）『イスラームとの講和：文明の共存をめざして』（集英社新書、2016年3月）ISBN　978-4-08-720825-2
- （中田考）『イスラムが効く！』（ミシマ社、2019年2月）ISBN　978-4-909394-18-7
- （山本忠通）『アフガニスタンの教訓 : 挑戦される国際秩序』（集英社新書、2022年7月）ISBN　978-4-08-721224-2

### 編著
- 『トルコ人のヨーロッパ：共生と排斥の多民族社会』（明石書店、1995年2月）ISBN　978-4-7503-0666-7
- 『もうひとつのヨーロッパ：多文化共生の舞台』（古今書院、1996年）ISBN　978-4-7722-1446-9
- 『トルコから世界へ：イスラームと西欧化のはざまで』（明石書店、1998年5月）ISBN　978-4-7503-1046-6
- 『地球人の地理講座(6)：うちとそと』（大月書店、1999年）ISBN　978-4-272-50196-0
- 『「新しい戦争」とメディア：9・11以後のジャーナリズムを検証する』（明石書店、2003年4月）ISBN　978-4-7503-1713-7
- 『激動のトルコ：9・11以後のイスラームとヨーロッパ』（明石書店、2008年3月）ISBN　978-4-7503-2757-0
- 『イスラーム世界の挫折と再生：「アラブの春」後を読み解く』（明石書店、2014年6月）ISBN　978-4-7503-4020-3

### 共編著
- （一橋大学社会地理学ゼミナール）『シリーズ外国人労働者(2)：ドイツ再統一とトルコ人移民労働者』（明石書店、1991年）ISBN　978-4-7503-0377-2
- （編集委員）『イスラーム世界事典』（明石書店、2002年3月）ISBN　978-4-7503-1547-8
- （阪口正二郎）『神の法vs.人の法：スカーフ論争からみる西欧とイスラームの断層』（日本評論社、2007年）ISBN　978-4-535-58465-5
- （大村幸弘、永田雄三）『トルコを知るための53章』(明石書店［エリア・スタディーズ］、2012年）ISBN　978-4-7503-3571-1
- （岡野八代）『グローバル・ジャスティス：新たな正義論への招待』（ミネルヴァ書房、2013年5月）ISBN　978-4-623-06597-4

### 監修
- 『砂漠と石油と水と都市：中東の地理と産業』Q&Aで知る中東・イスラーム：4巻（偕成社、2018年3月）ISBN　978-4-03-705140-2
- 『地図・写真・データで見る：中東の国々』Q&Aで知る中東・イスラーム：5巻（偕成社、2018年3月）ISBN　978-4-03-705150-1

### 監訳書
- ジョン・L．エスポズィート（宇佐美久美子と）『イスラームの脅威：神話か現実か』（明石書店、1997年4月）ISBN　978-4-7503-0877-7